# إريك غريفين (كرة سلة)
إريك غريفين (بالإنجليزية: Eric Griffin) مواليد 26 مايو 1990 في أورلاندو، هو لاعب كرة سلة أمريكي. بدأ مسيرته الاحترافية في سنة 2012. يحمل الرقم 21. يبلغ طوله 6 قدم 8 بوصة (2.0 م).

## المسيرة الاحترافية
لعب مع أورورا باسكت ييزي في موسم 2012–2013، ثم لعب مع نادي جاورس دي لارا لكرة السلة في سنة 2014، ثم لعب مع نادي النصر الرياضي في موسم 2015–2016.

## روابط خارجية
- إريك غريفين على موقع سبورتس رفرنس (الإنجليزية)
- إريك غريفين على موقع كرة السلة الأوروبية.كوم (الإنجليزية)
- إريك غريفين على موقع كلية كرة السلة في سبورتس رفرنس.كوم (الإنجليزية)
- إريك غريفين على موقع ريلجم (الإنجليزية)
- إريك غريفين على موقع بروبوليرز (الإنجليزية)
- إريك غريفين على موقع سبورتس رفرنس (الإنجليزية)
- إريك غريفين على موقع سبورتس رفرنس (الإنجليزية)